# Juan Cañigueral Cid
Juan Cañigueral Cid (Cenia, 14 de noviembre de 1912 - Cochabamba, 4 de junio de 1980) fue un jesuita, botánico y profesor español de Ciencias Naturales, Geografía, Historia, alemán, Caligrafía y Religión; desarrollando actividades científicas en corología de plantas vasculares y conservación de los recursos fitogenéticos. También fue encargado del «Laboratorio de Física, Química» y del «Museo de Ciencias Naturales» en el Colegio Montesión desde 1938 hasta 1941 y desde 1946 hasta 1952.

## Algunas publicaciones
- 1953. Algunos datos sobre la flora de Mallorca.
- 1953. Breve descripción de la bahía de Artà o de Son Servera, rica en monumentos talayóticos. Bolletí de la Societat Arqueològica Lul·liana 31 pp. 244-250.
- 1954. Un curioso acanthocerátido. Boletín de la Real Sociedad Española de Historia Natural. Sección Geológica 52 : 73 - 74. ISSN 0583-7510
- 1973. Tadeo P. Haenke. Haenkeana: Revista del círculo botánico boliviano. Cochabamba

## Eponimia
- (Cactaceae) Rebutia canigueralii Cárdenas[2]
- (Cactaceae) Sulcorebutia canigueralii (Cárdenas) Buining & Donald[3]
- (Cactaceae) Weingartia canigueralii (Cárdenas) F.H.Brandt[4]